# Медина (округ, Техас)
Шаблон:StateAbbr_ 29°21′ пн. ш. 99°07′ зх. д. / 29.35° пн. ш. 99.11° зх. д.
Округ  Медина (англ. Medina County) — округ (графство) у штаті  Техас, США. Ідентифікатор округу 48325.

## Історія
Округ утворений 1848 року.

## Демографія
За даними перепису 2000 року загальне населення округу становило 39304 осіб, зокрема міського населення було 17249, а сільського — 22055. Серед мешканців округу чоловіків було 20188, а жінок — 19116. В окрузі було 12880 домогосподарств, 10136 родин, які мешкали в 14826 будинках. Середній розмір родини становив 3,3.
Віковий розподіл населення поданий у таблиці:
| Стать    | До 15 років | 15-21 | 22-29 | 30-39 | 40-49 | 50-65 | 65-85 | Понад 85 |
| -------- | ----------- | ----- | ----- | ----- | ----- | ----- | ----- | -------- |
| Чоловіки | 4847        | 2080  | 2325  | 2992  | 2806  | 2909  | 2024  | 205      |
| Жінки    | 4459        | 1907  | 1715  | 2689  | 2756  | 2941  | 2250  | 399      |

## Суміжні округи
- Бандера — північ
- Беар — схід
- Атаскоса — південний схід
- Фріо — південь
- Ювалде — захід

## Виноски
1. ↑  U.S. Decennial Census. United States Census Bureau. Архів оригіналу за 26 квітня 2015. Процитовано 4 травня 2015.
2. ↑  Texas Almanac: Population History of Counties from 1850–2010 (PDF). Texas Almanac. Архів оригіналу (PDF) за 26 лютого 2015. Процитовано 4 травня 2015.
3. ↑  State & County QuickFacts. United States Census Bureau. Архів оригіналу за 18 жовтня 2011. Процитовано 22 грудня 2013.(англ.) Наведено за англійською вікіпедією.
4. ↑  American FactFinder. Бюро перепису населення США. Архів оригіналу за 26 лютого 2012. Процитовано 31 січня 2008.

| США | Це незавершена стаття з географії США. Ви можете допомогти проєкту, виправивши або дописавши її. |